# 天津市天津醫院持刀傷人事件
北京時間2025年4月28日，中華人民共和國天津市河西區解放南路406號天津市天津醫院內，一名患者持刀闖入醫院骨科區域，無差別持刀襲擊正在工作的醫護人員，造成2人死亡、1人重傷，另有3人受傷。其中骨科醫生、天津醫院運動損傷關節鏡二科副主任醫師駱巍傷重不治。

## 襲擊
2025年4月28日晚上約7時，一名男子攜帶利器進入天津醫院，躲過安檢後進入骨科部門，闖入醫生辦公室後對數名醫生揮刀行兇。目擊者稱一共有6名醫護人員被砍，其中一個醫生的頭部被劈開四至五釐米深的創口，另一名醫護人員的腹部與腸道也遭受重創，現場十分混亂。
醫生駱巍在事件中傷勢嚴重，最終搶救無效死亡。多名天津當地醫療從業人士向財新網證實駱巍遇害的消息。

## 遇害者
襲擊造成2人死亡、1人重傷，另有3人受傷，其中醫生駱巍及另一名醫護人員不治身亡。死者駱巍為天津醫院運動損傷關節鏡二科副主任醫師，擁有天津醫科大學博士學位，生前主導開發「3D列印個性化膝關節矯形技術+」，該項目曾榮獲天津市科技進步一等獎。他每年執行的保膝手術超過600次。據同事回憶，駱巍經常自掏腰包幫助無力負擔醫療費用的病患，近年來患者對他的滿意度一直維持在98%以上。

## 行兇者
據《東方日報》在報導中稱，當地警方通報行兇者為简某（男，47岁），河北省廊坊市戶籍，無業。他於同年4月11日曾在天津醫院接受手術，出院時仍欠費約12763元人民幣。據稱簡某對醫保報銷政策產生誤解，認為手術費用應全額報銷，因與醫護人員多次發生言語衝突，最終持刀行兇。

## 反應
財新網曾報導事件經過，但相關報導其後被刪除。《星島日報》引述網民留言指出，不少人對駱巍的遇害表達哀悼。其中曾接受駱巍治療的患者表示，駱巍醫術精湛，為人和善。雖然天津市天津醫院導診台職員對外稱醫院運作正常，並否認有暴力事件發生，但網上掛號系統已顯示駱巍原定於5月9日及12日的門診安排取消，理由為「醫生不出診」。《經濟日報》引述自媒體報導指，事件發生後，天津多家醫療機構已加強安保措施。